# (7162) Sidwell
(7162) Sidwell est un astéroïde de la ceinture principale.

## Description
(7162) Sidwell est un astéroïde de la ceinture principale. Il fut découvert le 15 novembre 1982 à la station Anderson Mesa par Edward L. G. Bowell. Il présente une orbite caractérisée par un demi-grand axe de 2,34 UA, une excentricité de 0,14 et une inclinaison de 5,7° par rapport à l'écliptique.

## Compléments